# Marianne Noble
Marianne Noble, geboren als Marian Vroege (Dordrecht, 27 november 1946 – aldaar, 2 maart 2025), was een Nederlandse blueszangeres die sinds eind jaren zestig actief was. Ze stond bij The Voice Senior bekend als Noble.

## Carrière
De zangcarrière van Noble begon eind jaren zestig met de single My mother (uitgebracht onder de naam Marian Nobel). Hans Vermeulen was onder de indruk van haar zangkwaliteiten en zodoende trad zij gedurende enige tijd op met zijn band Sandy Coast. Marianne Noble trad regelmatig op met haar dochter Menke, met name op Dordtse podia. In de zomer van 2018 nam Noble op 71-jarige leeftijd deel aan het RTL 4-programma The Voice Senior en wist ze de finale te behalen.
In 2019 was Noble te zien als een van de honderdkoppige jury in het televisieprogramma All Together Now.

## Overlijden
Noble overleed op 2 maart 2025 op 78-jarige leeftijd.

## Discografie
- 1967: My mother / Love song (Delta) (als Marian Nobel)
- 1971: Take me to your leader / Put your trust in the Lord (Polydor)[10]
- 1972: Good times are coming / Sidestep (Polydor)[2]
- 1974: Deep down inside / Mr. Ego (Polydor)[11]
- 1978: Secret love / Let me be somebody (Fleet) (als Marian Noble)